# Xian de Dong'an
Pour les articles homonymes, voir Dong'an.
Le xian de Dong'an (东安县 ; pinyin : Dōng'ān Xiàn) est un district administratif de la province du Hunan en Chine. Il est placé sous la juridiction de la ville-préfecture de Yongzhou.

## Démographie
La population du district était de 576 669 habitants en 1999.